# Дудрик Максиміліан-Теофіль
Максиміліан-Теофіль Ду́дрик (нар. 1 січня 1885, Рудки — пом. 1 липня 1962, Варшава) — український архітектор, інженер-будівельник (фахівець з залізобетонного будівництва), спортивний діяч.

## Біографія
Народився 1 січня 1885 року у місті Рудках (тепер Львівська область, Україна). 1910 року закінчив Львівську вищу політехнічну школу. З того часу працював з перервою інженером на будівництві в Західній Україні (переважно у Львові). Брав участь у Першій світовій війні, з 1914 року служив у збройних силах Австро-Угорщини, потрапив у російський полон. Був висланий у Оренбург, де до 1924 року будував бараки та електростанції. З 1927 року жив у Варшаві.
Помер у Варшаві 1 липня 1962 року

## Спортивна діяльність
Професійно займався альпінізмом і лижним спортом. Був популяризатором лижного туризму в Східних Карпатах, співорганізатором і учасником понад 30-ти зимових експедицій, одним із засновників спортивного клубу «Погоня» у Львові у 1903 році. З 1927 року діяч спортивного клубу «Леґія» у Варшаві.

## Будівельна діяльність
При будівництві використовував стильові форми модерну, функціоналізму та модернізованих історичних стилів. Серед виконаних споруд:
- житловий будинок на вулиці Красицьких, № 7 у Львові;
- комплекси житлових будинків на вулиці Гетьмана Яна Тарновського та вулиці Жижинській у Львові;
- тютюновий завод у маєтку Заболотів;
- будинок польського товариства ремісничої молоді «Ґвязда» (нині Коломийський академічний обласний український драматичний театр імені Івана Озаркевича) на вулиці Зигмунта Красинського (нині Вічевий майдан), № 7;
- перебудова жіночого карно-виховного закладу святої Марії Магдалини в навчальний корпус Львівської політехніки (нині Інститут інженерної механіки та транспорту Національного університету «Львівська політехніка», вулиця Бандери, № 8);
- реставрація Золочівського замку;
- Інститут фізичного виховання, низка спортивних об'єктів (стадіони, зокрема Стадіон Війська Польського, басейни) у Варшаві.